# Generalpolkovnik (Avstro-Ogrska)
Generalpolkovnik (izvirno nemško Generaloberst, madžarsko Vezérezredes; kratica GO) je bil drugi najvišji generalski čin (ter najvišji mirnodobni) v avstro-ogrski kopenski vojski, ki je bil ustanovljen leta 1915. V avstro-ogrski vojni mornarici mu je ustrezal čin velikega admirala (Großadmiral). Nadrejen je bil činu Feldzeugmeista/generala konjenice/generala pehote in podrejen činu feldmaršala. 
Generalpolkovnik je načeloma poveljeval armadi.
Čin (oz. vsi trije čini) je spadal v II. činovni razred (Rangklasse II.).

## Oznaka
Oznaka čina je bila naovratna oznaka, sestavljane iz treh srebrnih zvezd, obkroženih z vencem, pritrjenih na en 33 mm široko zlato vezano podlago.

## Seznam generalpolkovnikov
1. nadvojvoda Jožef Ferdinand (1872–1942)
2. Friedrich Graf von Beck-Rzikowsky (1830–1920)
3. Eduard Paar (1837–1919)
4. Arthur on Bolfras (1838–1922)
5. Friedrich von Georgi (1852–1926)
6. Karl Freiherr von Pflanzer-Baltin (1855–1925)
7. Viktor Dankl von Krasnik (1854–1941)
8. Karl Tersztyánszky von Nádas (1854–1921)
9. Paul Freiherr Puhallo von Brlog (1856–1926)
10. Leopold Salvator von Österreich-Toskana (1863–1931)
11. Karl von Kirchbach auf Lauterbach (1856–1939)
12. Adolf von Rhemen zu Barenfels (1855–1932)
13. Karl Georg Huyn (1857–1938)
14. Hermann Kusmanek von Burgneustädten (1860–1934)
15. Karl Křitek (1861–1928)
16. Wenzel von Wurm (1859–1921)
17. Samuel von Hazai (1851–1942)
18. Leopold von Hauer (1854–1933)
19. Viktor von Scheuchenstuel (1857–1938)
20. Stephan Sarkotić von Lovčen (1858–1939)
21. Josef Roth von Limanowa-Lapanów (1859–1927)
22. Arthur Freiherr Arz von Straussenburg (1857–1935)
23. Hugo Martiny von Malastów (1860–1940)
24. Rudolf Stöger-Steiner von Steinstätten (1861–1921)
25. Alois Schönburg-Hartenstein (1858–1944)